# Ørkentopvagtel
Ørkentopvagtel (latin: Callipepla gambelii) er en topvagtelart.
Ørkentopvagtlen lever i ørkenregionerne i Arizona, Californien, Colorado, New Mexico, Nevada, Utah og Texas, samt Sonora, Chihuahua og langs Coloradofloden i Baja California.
IUCN kategoriserer arten som ikke truet.